# Cantó de Calvi
El cantó de Calvi és una divisió administrativa francesa situat al departament de l'Alta Còrsega i a la Col·lectivitat Territorial de Còrsega.

## Geografia
El cantó és organitzat al voltant de Calvi dins el districte de Calvi. La seva alçària varia de 0 a 700 metres amb una alçària mitjana de 126 m.

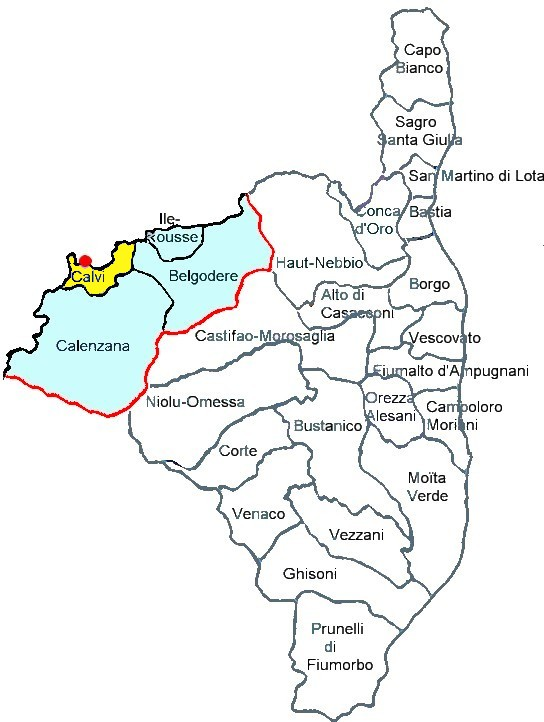
Localització del cantó de Calvi

## Administració
| Període | Identitat                   | Partit     | Qualitat |  |
| ------- | --------------------------- | ---------- | -------- |  |
| 2001-   | Jean-Toussaint Guglielmacci | no inscrit |          |  |

## Composició
| Nom   | Població | Codi Postal | Codi Insee |  |
| ----- | -------- | ----------- | ---------- |  |
| Calvi | 5 177    | 20260       | 2B050      |  |
| Lumio | 1 040    | 20260       | 2B150      |  |

## Demografia
| 1962  | 1968  | 1975  | 1982  | 1990  | 1999  |
| ----- | ----- | ----- | ----- | ----- | ----- |
| 2.550 | 3.240 | 4.262 | 4.326 | 5.710 | 6.217 |